# Самургашев, Рафаэль Альбертович
Рафаэль Альбертович Самургашев (род. 21 июля 1987, Ростов-на-Дону) — российский и черногорский борец греко-римского стиля, участник чемпионата мира и чемпионатов Европы.

## Карьера
Родился 21 июля 1987 в городе Ростове-на-Дону. С 7 лет начал заниматься греко-римской борьбой.
Серебряный призёр чемпионата России среди молодёжи в г. Махачкала (2007) в весовой категории до 74 кг.
Серебряный призёр международного турнира во французской Кретейе (2010).
Победитель Кубка России среди клубов 21 декабря 2017 года (Ростов-на-Дону)
20 апреля 2012 года получил паспорт гражданина Черногории, объяснив своё решение тем, что из-за высокой конкуренции в национальной сборной России ему сложно получить место в команде. Участник чемпионата мира 2013 года в Будапеште. 18 апреля 2015 стал серебряным призёром Средиземноморского чемпионата в испанском Мадриде. В марте 2016 года в Риге принимал участие на чемпионате Европы, где на стадии квалификации уступил азербайджанцу Рафику Гусейнову. В апреле 2016 года в сербском Зренянине неудачно выступил в отборочном турнире к Олимпийским играм в Рио-де-Жанейро, уступив в 1/8 финала молдаванину Игорю Беслаге.

## Спортивные результаты
- Чемпионата России среди молодёжи — 2
- Кубок России среди клубов — 1
- Чемпионат Европы по борьбе среди кадетов 2003 — 12
- Средиземноморский чемпионат по борьбе 2012 — 12
- Чемпионат Европы по борьбе 2013 — 18
- Средиземноморские игры 2013 — 5
- Чемпионат мира по борьбе 2013 — 24
- Чемпионат Европы по борьбе 2014 — 19
- Средиземноморский чемпионат по борьбе 2014 — 7
- Средиземноморский чемпионат по борьбе 2015 —
- Чемпионат Европы по борьбе 2016 — 16

## Личная жизнь
Является племянником Олимпийского чемпиона Вартареса Самургашева и участника Олимпиады Рафаэля Самургашева.